# Mariana Mihuț
Mariana Mihuț (n. 7 noiembrie 1942, Chișinău, România) este o actriță română de film, radio, teatru, televiziune și voce. Este căsătorită cu actorul Victor Rebengiuc, din anul 1965, cu care are un fiu, Tudor Rebengiuc (n. 1975).

## Biografie
Mariana Mihuți, așa cum este trecută în acte, s-a născut în Chișinău, la data de 07 noiembrie 1942, tatăl - Pantelimon Guțu, absolvent al Acadamiei Comerciale din București, a fost contabil, mama, Elena, a lucrat ca funcționar.

## Studii
Cel de-al doilea Război Mondial precum și prizonieratul tatălui său îi obligă familia să se refugieze în România mai întâi la Severin, apoi la Râmnicu-Vâlcea și mai apoi la Pitești. În perioada 1949-1960 urmează cursurile Liceului „Zinca Golescu” din Pitești. A absolvitInstitutul de Teatru și Film „I. L. Caragiale” din București (1960–1964), clasa Pop Marțian - Octavian Cotescu cu examen de diplomă dublu: Natașa din „Cei din urmă” și Audrey din „Cum vă place”. De altfel, alături de colegii ei - Ion Caramitru, Valeria Seciu, Ovidiu Iuliu Moldovan, Rodica Mandache, Virgil Ogășanu - face parte din prima promoție de actori „școliți” de Octavian Cotescu.

## Activitate profesională
După absolvirea Institutului este angajată, cu dispensă de „stagiu în provincie”, la Teatrul Giulești pe scenă căruia debutează cu rolul Gabby Maple din piesa „Pădurea împietrită”. Debutează în film, în anul 1965, cu rolul Martei din filmul „Pădurea spânzuraților”, rol în care a distribuit-o regizorul Liviu Ciulei.
În perioada 1964-1972 este actriță la Teatrul Giulești, azi Odeon, dar are și colaborări cu Teatrul „Constantin Nottara” și cu Teatrul Național „I. L. Caragiale”.
Din anul 1972 este actrița Teatrului „Lucia Sturza Bulandra”, unde, inițial, a fost invitată să joace în piesa „Revizorul”, în regia lui Lucian Pintilie, spectacol jucat numai de trei ori, fiind interzis.
Interpretează numeroase roluri și în teatrul radiofonic, teatrul TV și cinematografie.
În 1973, un grup restrâns de actori ai Teatrului „Lucia Sturza Bulandra”(Mariana Mihuț, Florian Pittiș, Ion Caramitru), împreună cu formația Sfinx, realizează un spectacol de muzică și poezie, un spectacol interactiv de improvizație, ce se bazează pe legătura directă cu publicul. Spectacolul s-a produs la Casa studenților din Iași, Clubul Institutului Politehnic București sau la Liceul nr. 24.

## Roluri în piese de teatru TV
- "Idioata"
- "Cadavrul viu"
- "Aici nu doarme nimeni"
- "Nebunia lui Pantalone"
- "Ciuta"
- "O scrisoare pierdută"
- "Improvizația de la Versailles"*
- "Îngerii triști"
- "Ursul"
- "D-na Ministru"
- "Piatra din casă"

## Roluri în teatru
Selecție din rolurile jucate în perioada 1963 -2004:
- Audrey, Rosalinda - Cum vă place? de William Shakespeare, regia Octavian Cotescu, Studioul Casandra, 1963
- Nadejda - Cei din urmă de Maxim Gorki, regia Octavian Cotescu,  Studioul Casandra, 1964
- Gaby - Pădurea împietrită de Robert Sherwood. regizor Geta Vlad, Teatrul Giulești, 1964
- Helene - Pălăria florentină de Eugène Labiche, regia Lucian Giurchescu, Teatrul Giulești, 1965
- Liz - Billy mincinosul de Keith Waterhouse, regia Mihai Dimiu, Teatrul Giulești, 1965
- Lida - Bietul meu Marat de Aleksei Arbuzov, regia Geta Vlad, Teatrul Giulești, 1966
- Sanda - Pe patruzeci de metri lungime de undă de Simion Macovei, regia Dinu Cernescu, Teatrul Giulești 1966
- Maria Panait (Doruleț) - Visul unei nopți de iarnă de Tudor Mușatescu, regia Geta Vlad, Teatrul Giulești 1967
- Mira - Meșterul Manole de Lucian Blaga, regia Dinu Cernescu, Teatrul Giulești 1968
- Suzanne - Nunta lui Figaro de Pierre Beaumarchais, regia Dinu Cernescu, Teatrul Giulești 1970
- Silvia - Acești îngeri triști de D. R. Popescu, regia Geo Saizescu, Teatrul Giulești 1970
- Rosaura - Mincinosul de Carlo Goldoni, regia Sanda Manu, Teatrul Bulandra București, 1971
- Cecily - Bună seara, domnule Wilde! de Oscar Wilde, regia Alexandru Bocăneț, Teatrul C. I. Nottara București, 1971
- Fiica primarului - Revizorul de Gogol, regia Lucian Pintilie, Teatrul Bulandra București, 1972
- Valentina - Valentin și Valentina de Mihail Roșcin, regia Adrian Georgescu, Teatrul Bulandra, 1972
- Maria - A douăsprezecea noapte de William Shakespeare, regia Liviu Ciulei, Teatrul Bulandra București, 1973
- Eliza Doolite - Pygmalion de George Bernard Shaw, regia Moni Ghelerter, Teatrul Bulandra București, 1974
- Cathleen - Lungul drum al zilei către noapte de Eugene O'Neill, regia Liviu Ciulei, Teatrul Bulandra, București 1976
- Primărita - Interviu de Ecaterina Oproiu, regia Cătălina Buzoianu, Teatrul Bulandra București, 1976
- Mașa - Pescărușul de A.P. Cehov, regia Liviu Ciulei, Teatrul Bulandra București, 1977
- Elena Nikolaevna - Micii burghezi de Maxim Gorki, regia Ioan Taub, Teatrul Bulandra, București 1978
- Miranda - Furtuna de Shakespeare, regia Liviu Ciulei, Teatrul Bulandra București, 1978
- Zoe - O scrisoare pierdută de I. L. Caragiale, regia Liviu Ciulei, Teatrul Bulandra București, 1979
- Nicola Davies - Cum se numeau cei patru Beatles de Stephen Poljakoff, regia Florian Pittiș, Teatrul Bulandra București, 1980
- Josie Hogan - Luna dezmoșteniților de Eugene O'Neil, regia Sanda Manu, Teatrul Bulandra București, 1983
- Regina Ginevra - Merlin de Tancred Dorst, regia Cătălina Buzoianu, Teatrul Bulandra București, 1991
- Kathleen - Home de David Storey, regia Ion Caramitru, Teatrul Bulandra București, 1992
- Placida - Teatrul comic de Carlo Goldoni, regia Silviu Purcărete, Teatrul Bulandra București, 1992
- Enea - A șaptea poruncă de Dario Fo, regia Gelu Colceag, Teatrul Bulandra București, 1993
- Claire Zachanassian - Vizita bătrânei doamne de Friedrich Dürrenmatt, regia Felix Alexa, Teatrul Bulandra București ,1993
- Esther - Victor sau copiii la putere de Roger Vitrak, regia Gelu Colceag, Teatrul Bulandra București, 1994
- Halie - Copilul îngropat de Sam Shepard, regia Cătălina Buzoianu, Teatrul Bulandra Buucrești, 1996
- Cezara - O batistă în Dunăre de D. R. Popescu, regia Ion Cojar, Teatrul Național București
- Nikita Zotov - Petru de Vlad Zografi, regia Cătălina Buzoianu, Teatrul Bulandra București, 1998
- Zoe - Levantul de Mircea Cărtărescu, regia Cătălina Buzoianu, Teatrum Mundi și Tearrul Bulandra București, 1999
- Anna Fierling - Mutter Courage de Bertolt Brecht, regia Cătălina Buzoianu, Teatrul Bulandra București, 1999
- Dădaca - Unchiul Vania de A. P. Cehov, regia Yuri Kordonsky, Teatrul Bulandra București, 2001
- Fiokla Ivanovna - Căsătoria de Gogol, regia Yuri Kordonsky, Teatrul Bulandra București 2003
- Inna Rasadina - Sorry de Aleksandr Galin, regia Yuri Kordonsky, Teatrul Bulandra București 2004, premiul UNITER pentru cea mai bună actriță în rol principal

## Filmografie
- Pădurea spînzuraților (1965) - Marta
- Diminețile unui băiat cuminte (1967) - blonda
- Regizorul (1968), regia Dan Necșulea
- Revizorul (1972), regia Lucian Pintilie - fiica primarului
- Iaurtul și cunoașterea lumii (1973), regia Puși Dinulescu
- Conspirația (1973)
- Capcana (1974)
- Păcală (1974)
- Mușchetarul român (1975)
- Tănase Scatiu (1976)
- Profetul, aurul și ardelenii (1978)
- Ultima frontieră a morții (1979)
- De ce trag clopotele, Mitică? (1981) - Mița
- Un echipaj pentru Singapore (1982)
- O scrisoare pierdută (spectacol de televiziune, 1982)
- Fructe de pădure (1983)
- Punct... și de la capăt (1987)
- Uimitoarele aventuri ale muschetarilor (1988) - voce
- Cei care plătesc cu viața (1989)
- Balanța (1992), regia Lucian Pintilie
- Cel mai iubit dintre pămînteni (1993)

## Premii și distincții
- Premiul UNITER pentru interpretare feminină – "Merlin", 1991
- Premiul UNITER pentru interpretare feminină – "Ursul", 1992
- Premiul UNITER pentru interpretare feminină – "Copilul îngropat", 1996
- Premiul UNITER de Excelență, 1997
- Premiul orașului București pentru "O batistă în Dunăre" , 2000
- Premiul "Cea mai bună actriță" Brașov, 2004
- Premiul UNITER pentru interpretare feminină – "Sorry", 2009
- Premiul UNITER pentru întreaga activitate, 2017
- Premiul UNITER pentru interpretare feminină – "Regele moare", 2018

### Decorații
- Ordinul național „Serviciul Credincios” în grad de Ofițer (1 decembrie 2000) „pentru realizări artistice remarcabile și pentru promovarea culturii, de Ziua Națională a României”[7]
- Ordinul de Onoare conferit de către președinta Republicii Moldova, Maia Sandu (Chișinău, 10 septembrie 2024) „În semn de înaltă apreciere a dăruirii profesionale de-a lungul impresionantei cariere, pentru contribuție substanțială la dezvoltarea și promovarea teatrului, cinematografiei și radioteleviziunii românești, pentru interpretarea inconfundabilă a unor roluri menite să descopere personaje emblematice din literatura română și universală, precum și pentru implicare activă la consolidarea dialogului cultural dintre Republica Moldova și România”[8]

## Afilieri
- Membră a UNITER.